# Phyllopertha
Phyllopertha (лат.) — род жуков трибы Anomalini семейства пластинчатоусые (Scarabaeidae). Около 30 видов. Палеарктика: от Европы до Китая и Японии. В Неотропике 1 вид (Phyllopertha latitarsis найден в Гондурасе). В Европе некоторые виды (например, Phyllopertha horticola) превышают экономический порог вредоносности для растениеводства.
- Phyllopertha abullosa Lin, 1988
- Phyllopertha bifasciata Lin, 1966
- Phyllopertha brevipilosa Lin, 1988
- Phyllopertha carinicollis Ohaus, 1905
- Phyllopertha chalcoides  Ohaus, 1925
- Phyllopertha diversa  Waterhouse, 1875
- Phyllopertha euchroma  (Fairmaire, 1891)
- Phyllopertha glabripennis  Medvedev, 1949
- Phyllopertha horticola (Linnaeus, 1758)
- Phyllopertha horticoloides Lin, 1965
- Другие виды